# Politique au Danemark
 (février 2012).
La politique au Danemark prend la forme d'une monarchie constitutionnelle à régime parlementaire et dont l'organisation est décentralisée. Ce régime politique est marqué par un parlement monocaméral fort, un gouvernement exerçant l'essentiel du pouvoir exécutif et un chef d'État — le monarque — aux prérogatives quasi inexistantes. Le système politique danois est historiquement marqué par un fort multipartisme et par la formation de gouvernement de coalition.

## Historique

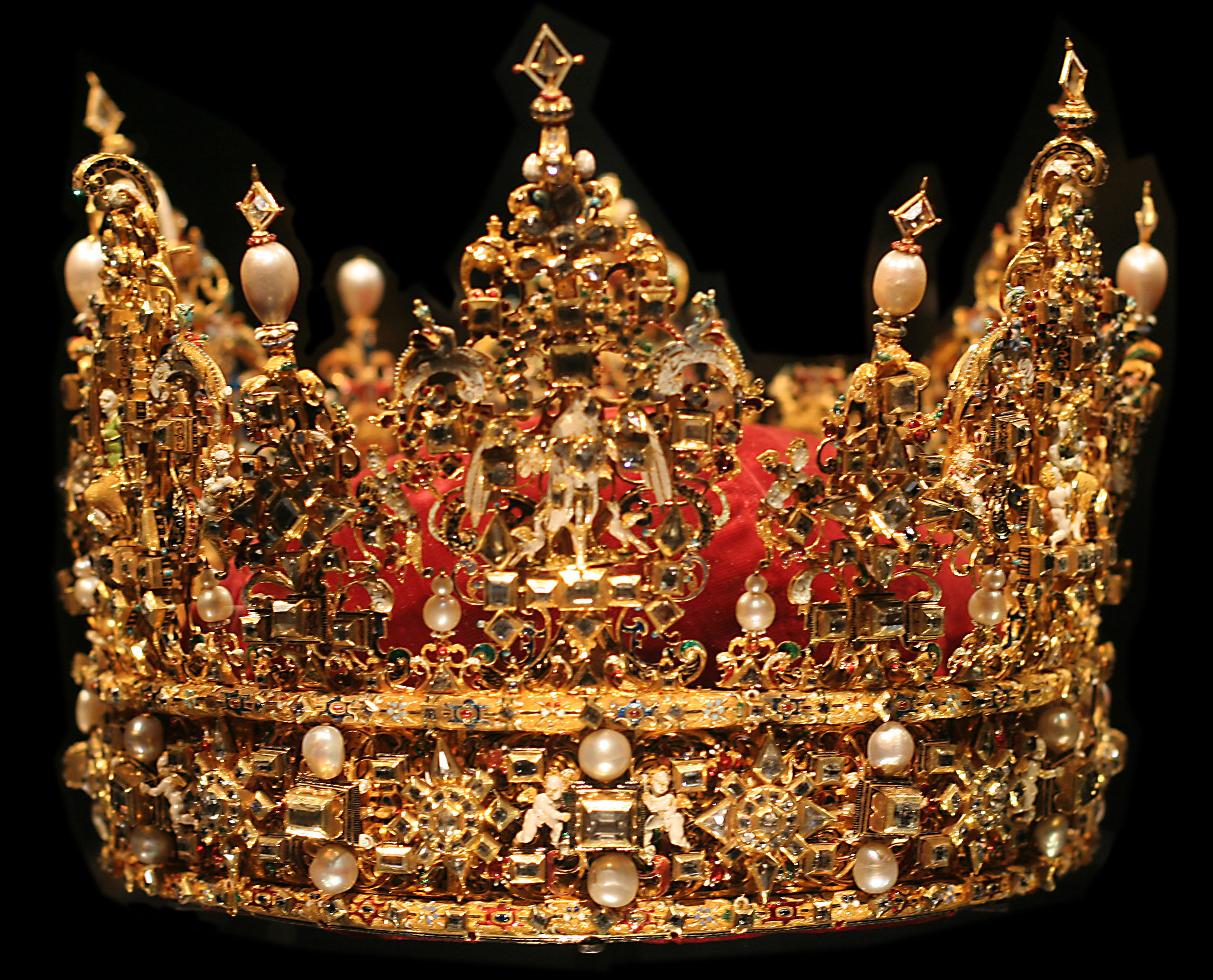
La couronne du roi de Danemark est un des symboles de la monarchie.

Le Danemark est une monarchie constitutionnelle depuis 1849, date de la ratification de la constitution établissant le régime actuel. Le monarque (le roi Frederik X depuis 2024) est formellement le chef de l'État, mais c’est une position plutôt symbolique. Le pouvoir exécutif est exercé par les ministres du cabinet, avec à sa tête le Premier ministre. Le pouvoir législatif est exercé par le Folketing, chambre unique du parlement, qui comprend 179 membres (dont 4 représentent le Groenland et les Îles Féroé, territoires à statuts particuliers). Les tribunaux du Danemark sont indépendants du pouvoir législatif et exécutif (séparation des pouvoirs du type de Montesquieu). Les élections sont organisées tous les quatre ans, mais le Premier ministre peut décider d’appeler les électeurs aux urnes plus tôt, ce qui est presque systématique, le parti au pouvoir cherchant à profiter d'un moment favorable à sa reconduction. Tous les partis qui obtiennent au moins 2 % des suffrages exprimés à l'échelle nationale sont représentés au Folketing, via un système électoral proportionnel prévoyant une répartition des sièges par circonscriptions.
Le système danois étant multipartiste, aucun parti n'a eu durablement la majorité absolue au Folketing au cours du XXe siècle, cependant le parti social-démocrate, a relativement dominé l'ensemble de cette période avec près de 40 % des votes dans la décennie 1950.
La politique extérieure du Danemark a, depuis la fin du XIXe siècle, consisté essentiellement en l'affirmation de sa neutralité, politique qui a permis aux danois d'échapper à la Première Guerre mondiale. Mais l'invasion du pays par l'Allemagne nazie en 1940 a montré les limites de la neutralité et le pays a, depuis la fin de la Seconde Guerre mondiale, adopté pour sa politique extérieure une orientation très atlantiste. Le gouvernement et le parlement sont par ailleurs en dialogue permanent avec les autres pays scandinaves dans le cadre du Conseil nordique.
De 2001 à 2011, le pays est dirigé par un gouvernement de coalition minoritaire alliant les deux principaux partis politiques de la droite de gouvernement, le Parti libéral et le Parti populaire conservateur, avec l'appui au parlement du Parti populaire danois (nationalistes). Sa politique repose sur le soutien aux États-Unis dans la guerre en Irak (530 soldats danois), l’arrêt de la hausse des impôts, une réduction de l'immigration par des conditions d'entrée draconiennes, certains conflits sociaux tel celui de l'Ungdomshuset et le maintien des acquis sociaux de l'État-providence. Dirigé par le libéral Anders Fogh Rasmussen entre 2001 et avril 2009, le gouvernement a ensuite à sa tête Lars Løkke Rasmussen, issu du même parti, et, à partir de 2011, la sociale-démocrate Helle Thorning-Schmidt, première femme Premier ministre au Danemark.
Les principaux partis politiques danois, ainsi que leurs résultats aux élections législatives de 2022, sont listés dans le tableau ci-dessous. Au Danemark, chaque parti est désigné par une lettre de l'alphabet. Le gouvernement Mette Frederiksen II est composé des partis social-démocrate (A), Parti libéral (V) et des Modérées (M).
| Partis¹                                                    | Représentants¹        | Lettres²              | Sièges³ | Votes³  |
| ---------------------------------------------------------- | --------------------- | --------------------- | ------- | ------- |
| Sociaux-démocrates (Socialdemokraterne)                    | Mette Frederiksen     | A                     | 50      | 27.50 % |
| Parti libéral (Venstre)                                    | Jakob Ellemann-Jensen | V                     | 23      | 13,32 % |
| Modérés                                                    | Lars Løkke Rasmussen  | M                     | 16      | 9.27%   |
| Parti populaire socialiste (Socialistisk Folkeparti)       | Pia Olsen Dyhr        | F                     | 15      | 8.30%   |
| Démocrates danois                                          | Inger Støjberg        | Æ                     | 14      | 8.12%   |
| Alliance libérale (Liberal Alliance)                       | Alex Vanopslagh       | Y                     | 14      | 5.56%   |
| Parti populaire conservateur (Det Konservative Folkeparti) | Søren Pape Poulsen    | C                     | 10      | 5.51%   |
| Liste de l'unité (Enhedslisten)                            | Direction collégiale  | Ø                     | 9       | 5,13 %  |
| Parti social-libéral (Det Radikale Venstre)                | Sofie Carsten Nielsen | B                     | 7       | 3,79 %  |
| La Nouvelle Droite                                         | Vacant                | D                     | 6       | 3,67 %  |
| L'Alternative                                              | Franciska Rosenkilde  | Å                     | 6       | 3.33 %  |
| Parti populaire danois (Dansk Folkeparti)                  | Morten Messerschmidt  | O                     | 5       | 2,64 %  |
| Sièges du Groenland                                        | Sièges du Groenland   | Sièges du Groenland   | 2       |         |
| Sièges des îles Féroé                                      | Sièges des îles Féroé | Sièges des îles Féroé | 2       |         |
| Total                                                      | Total                 | Total                 | 179     |         |

1/ Dénomination des partis et de leur représentant

2/ Lettres habituellement attribuées par la commission électorale aux différents partis. 

3/ Nombre d'élus et proportions des suffrages exprimés obtenus à l'issue des élections législatives de 2022
Seuls les partis ayant obtenu des représentants à l'issue du scrutin de 2022 sont listés ci-dessus. Il existe une multitude de partis minoritaires non représentés au Folketing, comme le Parti démocrate chrétien, seul parti à ne pas avoir obtenu d'élus aux législatives parmi les différentes organisations ayant présenté des candidats, ou encore le Mouvement de Juin, qui avait par le passé plusieurs élus au Parlement européen. Le Mouvement populaire contre l'Union européenne, dont est membre l'Alliance rouge et verte, n'est représenté qu'au Parlement européen. Au Groenland et aux îles Féroé, des partis locaux sont représentés au Folketing.
Le taux de participation aux élections est généralement très élevé au Danemark. Il était de 86,6 % des inscrits pour les élections législatives de 2007 et de 59,51 % pour les élections européennes de 2009 (seize points au-dessus du taux de participation global à l'échelle communautaire).

## Compléments